# 샤오쥔 (작가)
샤오쥔(중국어 간체자: 萧军, 정체자: 蕭軍, 병음: Xiāo Jūn, 1907년 7월 3일 ~ 1988년 5월 22일)은 중국의 작가였다.
본명은 류싼랑(劉三郞), 톈쥔(田軍)이란 필명도 사용한다. 동북(東北) 출신. 1934년에 루쉰을 따라 상하이로 나와 처녀작 <8월의 향촌(八月的鄕村)>(1934)으로 일약 각광을 받았다. 웅대한 구상력과 섬세한 휴머니즘은 장편 <제삼대(第三代)>(1937)에서 최고의 결실을 보였는데, 이것은 후에 옌안에서 제8부까지 계속되어 <과거의 연대(過去的年代)>(1957)라고 개제되었다. 항전 후 하얼빈에 돌아와서 문화활동에 종사했으나 반소적 언론, 나아가서 개인주의의 경향이 있다고 연달아 비판당하고 제1선에서 숙청당했다.